# La Vierge à l'Enfant entre les saints Jean-Baptiste et Sébastien
La Vierge à l’Enfant entre les saints Jean-Baptiste et Sébastien (en italien : Madonna col Bambino in trono tra i santi Giovanni Battista e Sebastiano) est une peinture religieuse du Pérugin, datant de 1493, conservée à la Galerie des Offices à Florence. Le tableau est signé et daté sur la base du trône de la Vierge « PETVS PERVSINVS PINXIT ANNO MCCCCLXXXXIII » .

## Histoire
Le retable a été commandé au Pérugin par Cornelia Salviati, veuve du commerçant vénitien Giovanni Martini, et par son fils Roberto, pour la chapelle de l’église du couvent San Domenico à Fiesole, qui avait été probablement restructurée par Giuliano da Sangallo quelques années auparavant. En 1493 Le Pérugin avait épousé Chiara Fancelli, fille de l’architecte  Luca Fancelli : le portrait de cette femme à la bouche étroite et au menton pointu transparaît dans celui de la Vierge.
En 1786, l’œuvre a été achetée par le grand-duc Léopold II du Saint-Empire (également  grand-duc Léopold Ier de Toscane) pour la somme de mille écus, entrant ainsi dans les galeries royales, puis aux Offices à Florence.
La chapelle a été ornée d'une peinture de Lorenzo di Credi, et au XXe siècle, une copie de la Vierge du Pérugin a été réalisée par Garibaldo Ceccarelli ; elle se trouve encore dans l’église.
Le tableau a été restauré en 1995 avec récupération des accords chromatiques originaux, ce qui a rendu plus visibles les moindres détails comme les veinures de la pierre sur la colonne de droite

## Thème
L’œuvre illustre un thème de l'iconographie chrétienne, celui de la Conversation sacrée présentant la Vierge en majesté trônant en présence de saints, ici les saints Jean et Sébastien.

## Description
Sur un trône surélevé et dont la base est décorée de motifs grotesques avec le cartel la signature et la date d’exécution, Marie est assise avec sur ses genoux l’Enfant Jésus qui regarde vers saint Jean, situé sur la gauche, qui à son tour le désigne du doigt. Sur la droite, saint Sébastien est représenté pendant son martyre : nu à l’exception d’un linge semblable au périzonium du Christ, il s’expose aux coups des flèches avec un regard impavide et mélancolique tourné vers le ciel. Cette pose se retrouve dans de nombreuses œuvres du Pérugin dédiées à saint Sébastien. La colonne située derrière lui est probablement mise en évidence afin de rappeler la colonne de son martyre. Le regard absent et pensif de Marie est dirigé vers la droite, à l’opposé de celui de l’Enfant et est dirigé vers le corps de Sébastien. Aucun personnage ne regarde vers le spectateur.
Le cadre architectural a une allure symétrique avec des chapiteaux en saillie, surmontées de voûtes à arcs à plein cintre typique du style du Pérugin de l'époque. Dans ce cas le portique se limite à trois rangées en profondeur et la structure architecturale simple et solennelle est à l'identique et commence dès le premier plan, la représentation en perspective monofocale à point de fuite central, bien que cachée par la présence de la Vierge, s'ouvre dans le fond constitué d'un paysage doux typique du style du Pérugin avec une série de monts et collines ponctuées d'arbrisseaux qui se dégrade dans le lointain dans un ciel clair, rendant l'espace ample et profond (Perspective atmosphérique).
La scène est éclairée depuis la droite comme le soulignent au sol les longues ombres sombres, en adéquation avec la situation réelle de la chapelle originale à laquelle était destinée la peinture.
La Vierge, l'Enfant ainsi que les saints, portent une fine auréole, dorée.

## Analyse
La scène est construite selon un schéma simple et harmonieux selon les règles de la symétrie, appuyée par une perspective centrée, essentiellement construite sur les arcades.
La composition représenta à l'époque à Florence un des premiers exemples du nouveau style de la Conversation sacrée, élaboré quelques années auparavant à Venise par Antonello da Messina et Giovanni Bellini, avec un développement pyramidal centré sur la figure de la Vierge assise sur un trône élevé.
Les figures au premier plan jouent un rôle prépondérant par rapport aux autres éléments de la composition. Cette façon de faire était fréquente dans la production du Pérugin de la même période. L'architecture est réalisée dans le but de montrer les personnages comme immobiles et absorbés par leurs pensées.
Ce « sfondo a portico »  est fréquemment représenté dans les productions du Pérugin dans les deux dernières décennies du XVe siècle : on retrouve cette particularité dans le polyptyque Albani Torlonia, L'Annonciation de Fano, L'Apparition de la Vierge à saint Bernard et dans la Pietà.
En outre sur ce retable débute la transformation de l'image de Marie opérée par Le Pérugin même si le visage de Marie est très doux, encore représentée sous les traits d'une jeune fille raffinée et élégante tandis que dans les œuvres successives commencera à prévaloir une physionomie de Marie plus mûre, simple et sévère en harmonie avec le climat spirituel instauré à Florence par Savonarole.
Les couleurs sont brillantes mais légèrement adoucies de façon à donner une forte plasticité aux corps ainsi qu'une profonde harmonie à l'ensemble.

## Sources
- (it) Cet article est partiellement ou en totalité issu de l’article de Wikipédia en italien intitulé « Madonna col Bambino in trono tra i santi Giovanni Battista e Sebastiano » (voir la liste des auteurs).